# Panzer II
El Panzerkampfwagen II, comunament conegut com a Panzer II, va ser un tanc alemany usat durant la Segona Guerra Mundial. Es va dissenyar com a recurs provisional mentre es desenvolupaven altres tancs i va tenir un paper important en els primers anys del conflicte, a les campanyes de Polònia i França. A finals de 1942 es va retirar del front, i la producció del tanc va cessar el 1943, encara que el seu xassís es va utilitzar en altres vehicles blindats.

## Història
El 1934, els retards en el disseny i producció del Panzer III i Panzer IV van arribar a ser evidents. Es van sol·licitar dissenys per a un substitut provisional a Krupp, MAN, Henschel i Daimler-Benz. El disseny final estava basat en el Panzer I, però amb una torreta de major mida que muntava un canó antitanc de 20 mm. La producció va començar el 1935, però es va tardar uns altres divuit mesos perquè es lliurés el primer tanc llest pel combat.

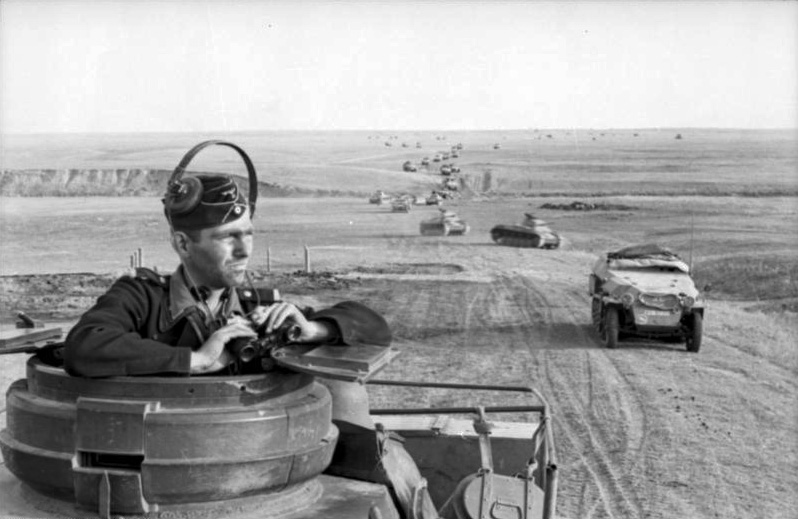
Un comandant de Panzer II observa el terreny des de l'escotilla de la torreta al sud de la Unió Soviètica.

El Panzer II va ser el carro de combat principal en les Divisions Panzer alemanyes al principi de la batalla de França, fins que va ser reemplaçat pels Panzer III i IV el 1940/41. Posteriorment, el Panzer II es va usar amb eficàcia com a tanc de reconeixement. No se sap si va ser provat durant la Guerra Civil Espanyola, però sí que va ser a les campanyes alemanyes a Polònia, França, Dinamarca, Noruega, el Nord de l'Àfrica i Rússia. Després de ser retirat de primera línia, es va utilitzar en línies secundàries i per a patrulles.

## Blindatge
El Panzer II A, B i C tenia 14 mil·límetres de blindatge d'acer homogeni en els laterals, el front i la part posterior; i 10 mil·límetres en les parts superior i inferior. Aquest blindatge era ineficaç contra qualsevol arma de major calibre que una metralladora, pel que a partir del model D es va incrementar el blindatge frontal a 30 mm. El model F tenia 35 mm del davant i 20 mm en els laterals.

## Armament
La majoria de les versions del Panzer II estaven armades amb un canó de 20 mm KwK 30 L/55. Algunes versions posteriors utilitzaven el canó similar Kwk 38 L/55. Aquest canó estava basat en una artilleria antiaèria Flak 30 de 20 mm, que podia realitzar 280 trets per minut, una cadència de tir molt elevada per a un tanc. El Panzer II tenia a més una metralladora de 7,92 mm muntada coaxialment amb el canó principal.
El canó de 20 mm era ineficaç contra la majoria dels tancs aliats, i es van començar a dur a terme experiments per substituir-lo per un canó de 37 mm, però no es va dur a terme. Els prototips estaven construïts amb un canó de 50 mm, però per a llavors el Panzer II havia sobreviscut a la seva utilitat com a tanc malgrat el seu armament. El major èxit va ser reemplaçar la munició explosiva antiblindatge estàndard per una munició de nucli de tungstè, però a causa de l'escassetat del material, els subministraments d'aquest projectil eren curts.
En un desenvolupament posterior en un canó autopropulsat es va considerar muntar un canó antitanc PaK 38 de 5 cm, però era insuficient en aquell moment, i es va instal·lar un canó major, PaK 36 (r) de 76,2 mm com un substitut efectiu. La producció principal de la versió antitanc portava un PaK 40 de 75 mm que era molt eficaç. El muntatge de l'artilleria va començar amb uns quants canons sIG 33 de 150 mm, però finalment es va utilitzar com a arma principal el leFH 18 de 105 mm més eficaç muntat al xassís del Panzer II. La majoria d'aquestes versions conservaven la metralladora MG34 de 7,92 mm com a defensa antiaèria i contra infanteria.

## Mobilitat
Totes les versions en producció del Panzer II utilitzaven com a planta motriu un motor Maybach de gasolina i sis cilindres HL 62 TRM que proporcionava 140 CV i una transmissió de ZF. Els models A, B i C assolien una velocitat màxima de 40 km/h Els models D i E tenien una suspensió Christie i una millor transmissió, assolit una velocitat de 55 km/h en carretera, però a camp a través era més lent que els models anteriors, pel qual el model F va tornar a utilitzar la suspensió de ressort de làmines. Totes les versions tenien una autonomia de 200 km.
El Panzer II tenia una tripulació de tres persones. El conductor s'asseia a la part davantera del buc. El comandant se situava en un seient a la torreta, i era el responsable d'apuntar i disparar les armes, mentre que el carregador/operador de ràdio s'asseia en la base del tanc sota la torreta.

## Variants

### Producció limitada

#### Panzer II Ausf. a (PzKpfw IIa)
El Panzer II Ausf. a (vegeu la diferència amb el model Ausf. A) era la primera versió de producció construïda limitada del Panzer II, i estava dividida en tres subvariants. L'Ausf. a/1 va ser el primer fabricat amb una roda de pinyó fosa amb un pneumàtic de cautxú, però va ser substituït després de deu exemples per una peça soldada. L'Ausf. a/2 millorava els problemes d'accés al motor. L'Ausf. a/3 incloïa una suspensió millor i refrigeració del motor. En general, les especificacions dels models de l'Ausf. a eren similars, i es van produir un total de 75 unitats entre maig de 1936 i febrer de 1937 per Daimler-Benz i MAN.
Especificacions
- Tripulació: 3
- Motor: Maybach HL 57 TR amb transmissió de 6 marxes i reversa.
- Pes: 7,6 tones.
- Dimensions: longitud 4,38 m; amplada 2,14 m; alçària 1,95 m.
- Mobilitat: velocitat 40 km/h; autonomia 200 km
- Comunicacions: radi FuG5.
- Armament principal: canó de 20 mm Kwk 30 L/55 amb òptica TZF4.
- Armament secundari: MG34 de 7,92 mm muntada coaxialment amb el canó.
- Munició: 180 trets de 20 mm, 2.250 trets de 7,92 mm.
- Torreta: gir de 360è, amb elevació de +20º i depressió de -9,5º.
- Blindatge: 13 mm al frontal, laterals i part posterior; 8 mm en la part superior; 5 mm en la part inferior.

#### Panzer II Ausf. b (PzKpfw IIb)
El Panzer II Ausf. b era la segona sèrie limitada de producció que incorporava altres progressos, sobretot centrats en una reconstrucció dels components de suspensió donant una cadena més ampla i un buc més llarg. La longitud va augmentar 4,76 m, mantenint les altres dimensions constants. A més, es va utilitzar un motor Maybach HL 62 TR amb nous components en la transmissió. El blindatge de la coberta de la torreta i la superestructura va augmentar a 10-12 mm, incrementant el pes a 7,9 tones. Es van construir 25 unitats per Daimler-Benz i MAN entre febrer i març de 1937.

#### Panzer II Ausf. c (PzKpfw IIc)
El Ausf.c va ser l'última sèrie de producció limitada per a desenvolupament i era gairebé idèntic a la configuració de producció en massa, amb canvis importants en la suspensió i les erugues. La longitud va augmentar fins i tot els 4,81 m, l'amplada a 2,22 m i l'altura es va mantenir en 1,99 m. Almenys es van fabricar 25 unitats d'aquest model entre març i juliol de 1937.

### Panzer II Ausf. A (PzKpfw IIA)
El primer model real en producció, l'Ausf. A incloïa una millora al blindatge amb 14,5 mm en els costats i la base, i una transmissió millor. L'Ausf. A va entrar en producció el juliol de 1937.

### Panzer II Ausf. B (PzKpfw IIB)
El Panzer II Ausf. B va substituir l'Ausf A a la producció a partir de desembre de 1937, encara que els canvis eren mínims.

### Panzer II Ausf. C (PzKpfw IIC)
El Panzer II Ausf. C va ser el model en producció estàndard entre juny de 1938 i abril de 1940, amb canvis de menor importància sobre l'Ausf. B. Es van fabricar un total de 1.113 unitats dels models Ausf. c, A, B i C entre març de 1937 i abril de 1940 per Alkett, FAMO, Daimler-Benz, Henschel, MAN, MIAG i Wegmann. Aquests models eren gairebé idèntics i van ser utilitzats en servei alternativament.

### Panzer II Ausf. F (PzKpfw IIF)
El Panzer II Ausf. F estava dissenyat com a tanc de reconeixement, continuant el disseny convencional de l'Ausf. C. El buc va ser redissenyat amb una planxa de 35 mm en la part frontal, i el blindatge de la superestructura i la torreta era de 30 mm al davant i 15 mm en els laterals i la part posterior. Es van fer canvis menors en la suspensió i a la nova cúpula del comandant. El pes es va incrementar en 9,5 tones i es van fabricar 524 unitats des de març de 1941 a desembre de 1942.

### Panzer II Ausf. D (PzKpfw IID)
L'Ausf. D tenia una nova suspensió Christie amb quatre rodes, i va ser dissenyat com a tanc de cavalleria amb tasques de recerca i reconeixement. Només la torreta era igual a la de l'Ausf. C, amb un nou disseny de la barcassa i un motor Maybach HL 62 TRM amb canvi de marxes de set velocitats i reversa. El disseny era més curt amb 4,65 m, però més ample, 2,3 m, i alt 2,06 m que l'Ausf. C. La velocitat màxima assolia els 55 km/h Es van fabricar un total de 43 Ausf. D i Ausf. E entre maig de 1938 i agost de 1939 per MAN i van servir a Polònia. Van ser retirats el març de 1940 per ser utilitzats com a conversió a altres tipus.

### Panzer II Ausf. E (PzKpfw IIE)
Similar a l'Ausf. D, el Panzer II Ausf. I millorava alguna cosa la suspensió, però era igual en els altres aspectes a l'Ausf. D.

### Panzer II Ausf. J (PzKpfw IIJ)
El Panzer II Ausf. J va ser la continuació del desenvolupament del tanc de reconeixement, que usava el mateix concepte que el Panzer I F de la mateixa època, sota la designació experimental de VK1601. Es va afegir major blindatge, assolit els 80 mm en la part frontal i 50 mm en els laterals i la part posterior, amb 25 mm en el baix i sostre, incrementant el pes a 18 tones. Es va utilitzar el mateix motor que tenia el Panzer I F, el Maybach HL 45 PÀG., amb una velocitat màxima de 31 km/h El seu armament principal era un canó de 20 mm KwK 38 L/55. Es van fabricar 22 unitats per MAN entre abril i desembre de 1942, i set van ser lliurats a la 12a Divisió Panzer al front oriental.

### Panzerkampfwagen II ohne Aufbau
Un dels usos dels Panzer II obsolets era eliminar les seves torretes per utilitzar-los a les fortificacions com a transports per a ús general. Una quantitat de xassís no utilitzats per ser convertits en canons autopropulsats van ser usats al seu lloc per a transport d'equip i personal per enginyers.

### Panzer II Flamm
El Flamm es basava en la mateixa suspensió que els Ausf. D i Ausf E, encara que utilitzava una nova torreta que muntava una MG34 de 7,92 mm i dos llançaflames a petites torretes a cada cantonada frontal del vehicle. Cada llançaflames podia cobrir un arc de 180è. Portava 1.500 trets de 7,92 mm i 320 litres de combustible per als llançaflames a quatre tancs, que eren en caixes blindades en els laterals de la superestructura. El blindatge era de 30 mm en la part frontal i 14,5 mm en els laterals i la part posterior, encara que en els laterals i part posterior de la torreta era de 20 mm El pes del vehicle era de 12 tones i les dimensions de 4,9 m de longitud, 2,4 m d'amplada i 1,85 m d'altura. Existien dues variants, Ausf. A i Ausf. B que només es diferenciava en canvis menors en la suspensió. Es van construir 155 Flamm entre gener de 1940 i març de 1942, encara que 43 d'ells utilitzaven el xassís de tancs Ausf. D i Ausf. E.

### 5 cm PaK 38 auf Fahrgestell Panzerkampfwagen II
Aquest model va ser concebut de la mateixa manera que el Marder II, el PaK 38 de 50 mm era una solució convenient per crear un canó antitanc amb el xassís del Panzer II. Tanmateix, el canó anticarro de 75 mm era molt més efectiu, i aquesta opció era menys útil.

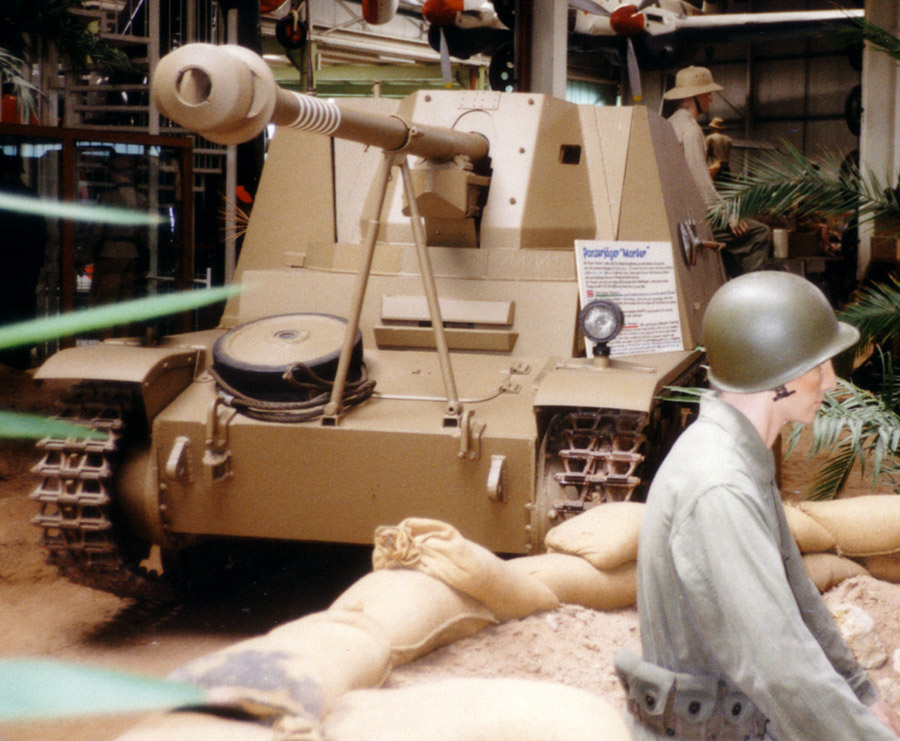
Marder II

### 7.5 cm PaK 40 auf Fahrgestell Panzerkampfwagen II
Mentre que el PaK 36 (r) era un bon substitut, el PaK 40 de 75 mm muntat al xassís d'un Ausf. F va resultar ser una arma molt més eficaç. La producció va ascendir a 576 unitats entre juny de 1942 i juny de 1943, a més de la conversió de 75 tancs després de la parada de producció. El treball va ser realitzat per Daimler-Benz, FAMO i MAN. La superestructura millorada per al 76,2 mm li donava un perfil baix. El Marder II va ser una peça clau i va servir a tots els fronts fins al final de la guerra.

### Leichte Feldhaubitze 18 auf Fahrgestell Panzerkampfwagen II
Després del desenvolupament del Fahrgestell Panzerkampfwagen II per muntar el sIG 33, Alkett va dissenyar una versió que utilitzava un canó leichte Feldhaubitze 18/2 de 105 mm (leFH 18) en una superestructura. A Panzer II va servir com a xassís per a aquesta arma i ser va convertir en el canó obús autopropulsat de 105 mm més estès d'Alemanya. Entre febrer de 1943 i juny de 1944 es van fabricar 676 Wespe per FAMO i va servir als fronts de combat principals.

### Munitions Selbsfahrlafette auf Fahrgestell Panzerkampfwagen II
Per fer costat als Wespe, una quantitat de xassís d'aquest van ser completats però sense la instal·lació de l'obús, per ser usats com a transports de munició. Podien transportar 90 projectils de 105 mm, i es van fabricar 159 unitats junt amb els Wespe. Algunes d'aquestes unitats es van convertir en el camp de batalla afegint-los el leFH 18 si era necessari.

### Panzerkampfwagen II mit Schwimmkörper
En un dels primers intents d'Alemanya de desenvolupar un tanc amfibi, el Schwimmkörper era un aparell creat per Gebr Sachsenberg que consistia en dos grans pontons units en cada costat d'un Panzer II. Aquests tancs eren segellats i es modificava la sortida del motor i la refrigeració. Aquests tancs modificats van ser lliurats al 18è Regiment Panzer que es va crear el 1940. Tanmateix, després de la cancel·lació de l'Operació Lleó Marí, els tancs van ser utilitzats de forma habitual al front oriental.

### 7.62 cm PaK 36(r) auf Fahrgestell Panzerkampfwagen II Ausf. D
Després de la falta d'èxit amb els tancs convencionals i les variants de llançaflames amb la suspensió Christie, es va decidir utilitza els xassís restants per muntar canons anticarro soviètics capturats. El buc i la suspensió no es van modificar dels primers models, però la superestructura va augmentar en mida per col·locar un canó antitanc soviètic de 76,2 mm. Només es va desenvolupar com una solució interna, el tanc era massa alt i poc blindat, però utilitzava una arma de gran potència de foc.
Especificacions
- Tripulació: 4
- Motor: Maybach HL 62 TRM amb transmissió de 7 marxes i 3 reverses.
- Pes: 11,5 tones.
- Dimensiones: longitud 5,65 m; amplada 2,3 m; alçària 2,6 m.
- Mobilitat: velocitat 55 km/h; autonomia 220 km
- Comunicacions: radi FuG Spr d.
- Armament principal: canó de 76,2 mm PaK 36 (r) L/51,5 amb òptica ZF3 de tres augments.
- Armament secundari: MG34 de 7,92 mm.
- Munició: 30 trets de 76,2 mm, 900 trets de 7,92 mm.
- Campo de foc: gir de 50è, amb elevació de +16º i depressió de -5 º.
- Blindatge: 30 mm al xassís frontal i la superestructura, 14,5 mm en els laterals i part posterior; 5 mm en la part inferior.

### Panzer II Ausf. L (PzKpfw IIL)
El Panzer II Ausf. L era un tanc lleuger de reconeixement, que es va fabricar entre setembre de 1943 i gener de 1944 amb un total de 100 unitats, a més de la conversió de quatre tancs Ausf. M. La seva designació experimental era VK1303, i va ser adoptat sota el nom de Panzerspähwagen II, encara que va rebre l'àlies de Luchs (Linx). El Linx era més gran que l'Ausf. G (longitud 4,63 m; alçària 2,21 m; ample 2,48 m) i pesava 13 tones; estava equipat amb un canó de 20 mm i 330 trets i 2.250 trets de metralladora, i podia assolir els 60 km/h i una autonomia de 290 km.

### Experiments i prototips

#### Panzer II Ausf. G (PzKpfw IIG)
La quarta i última configuració de suspensió utilitzada en els Panzer II era la de cinc rodes entrellaçades denominada Schachtellaufwerk en alemany. Es va utilitzar com base per al redissenyo del Panzer II en un tanc de reconeixement ràpid. L'Ausf. G va ser el primer Panzer II que va usar aquesta configuració, i va ser desenvolupat amb la designació experimental de VK901. No hi ha informes on l'Ausf. G fos enviat a unitats de combat i només es van fabricar dotze vehicles entre abril de 1941 i febrer de 1942 per MAN.
Especificacions
- Tripulació: 3
- Motor: Maybach HL 66 PÀG. amb transmissió de 5 marxes i reversa.
- Pes: 10,5 tones.
- Dimensions: longitud 4,24 m; amplada 2,38 m; alçària 2,05 m.
- Mobilitat: velocitat 50 km/h; autonomia 200 km
- Armament principal: canó automàtic de 20 mm EW141 amb òptica TZF10.
- Armament secundari: MG34 de 7,92 mm muntada coaxialment amb l'armament principal.
- Blindatge: 30 mm al frontal i 15 mm en els laterals i part posterior.

#### Panzer II Ausf. H (PzKpfw IIH)
L'Ausf. H (designació experimental VK903) era un intent d'un model de producció de l'Ausf. G amb el blindatge incrementat a 20 mm en els laterals i la part posterior, i una nova transmissió similar a la del Panzer 38 (t). Només es van completar prototips abans de la cancel·lació del programa el setembre de 1942.

#### 5 cm PaK 38 auf Panzerkampfwagen II
Dissenyat com caçacarros lleuger, els dos prototips van ser lliurats el 1942, però el canó de 50 mm no era suficient i el programa va ser cancel·lat a favor d'armes de 75 mm

#### Brückenleger auf Panzerkampfwagen II
Després dels intents fallits d'utilitzar el xassís del Panzer I com a llançaponts, es va utilitzar el Panzer II com a alternativa. Es desconeix quantes conversions es van realitzar, però almenys quatre d'elles van entrar en servei en la 7a Divisió Panzer el maig de 1940.

#### 15 cm sIG 33 auf Fahrgestell Panzerkampfwagen II
El prototip era un disseny de Panzer II sense torreta amb un canó sIG 33 de 150 mm Es va utilitzar el xassís d'un tanc Ausf. B però era insuficient per al muntatge. Es va construir un nou xassís, més allargat amb una roda addicional denominat Fahrgestell Panzerkampfwagen II. El blindatge de 15 mm en la superestructura era suficient per a armes petites i metralla. Es van fabricar 12 unitats entre novembre i desembre de 1941.
Especificacions
- Tripulació: 4
- Motor: Maybach HL 62 TRM amb transmissió de 6 marxes i reversa.
- Pes: 11,2 tones.
- Dimensions: longitud 5,41 m; amplada 2,6 m; altura|alçària 1,9 m.
- Mobilitat: velocitat 40 km/h; autonomia 160 km
- Armament principal: canó sIG L/11 de 150 mm amb òptica Rblf36 i 30 trets.
- Armament secundari: MG34 de 7,92 mm.
- Blindatge: 30 mm al frontal; 15 mm en la protecció del canó, en els laterals i part posterior; 5 mm a terra.

#### Altres variants
- Bergepanzerwagen auf Panzerkampfwagen II Ausf. J: un únic model i Ausf. J per funcionar com a vehicle blindat de recuperació.
- Panzer Selbstfahlafette 1c: prototip d'utilitzar un canó Pak 38 de 50 mm Es van fabricar dues unitats.
- VK1602: no va passar en cas de ser un prototip, que seria utilitzat com a company de l'Ausf. L i armat amb un canó de 50 mm Kwk39.
- Panzer II Ausf. M (PzKpfw IIM): utilitzant el mateix xassís de l'Ausf. H, l'Ausf. M tenia una torreta de major mida oberta, amb un canó de 50 mm Kwk39. Construït l'agost de 1942 per MAN, no va entrar en servei.

### En anglès
- Panzerkampfwagen II Sd. Kfz. 121 a Achtung Panzer!.
- Panzerkampfwagen II "Landwirtschaftlicher Schlepper 100" a Panzerworld.
- Panzerkampfwagen II a AFV Arxivat 2012-12-25 a Wayback Machine..

### En castellà
- Panzer II Arxivat 2006-02-14 a Wayback Machine. i Panzer Spähwagen II Lince Arxivat 2006-02-14 a Wayback Machine. a arteHistoria.
- Panzerkampfwagen II Arxivat 2005-03-12 a Wayback Machine.